# Weliki Presław (gmina)
Weliki Presław (bułg. Община Велики Преслав) – gmina w północno-wschodniej Bułgarii, w obwodzie Szumen.

## Miejscowości
Miejscowości wchodzące w skład gminy Weliki Presław:
- Chan Krum (bułg.: Хан Крум),
- Dragoewo (bułg.: Драгоево),
- Imrenczewo (bułg.: Имренчево),
- Koczowo (bułg.: Кочово),
- Miłanowo (bułg.: Миланово),
- Mokresz (bułg.: Мокреш),
- Mosticz (bułg.: Мостич),
- Osmar (bułg.: Осмар),
- Sucha reka (bułg.: Суха река),
- Troica (bułg.: Троица),
- Weliki Presław (bułg.: Велики Преслав) − siedziba gminy,
- Złatar (bułg.: Златар).